# Bim bam toi
Singles de Carla
Siffler sur la colline
(2020)
Clip vidéo
[vidéo] « Bim bam toi », sur YouTube
Chansons représentant la France au Concours Eurovision de la chanson junior
Jamais sans toi
(2018) J'imagine
(2020)
Bim bam toi est une chanson de la chanteuse française Carla Lazzari (dite Carla), sortie en 2019. Elle est écrite et composée par Igit et Barbara Pravi et intégrée à l'album L'Autre Moi sorti par la chanteuse le 5 juin 2019.
C'est la chanson ayant représenté la France au Concours Eurovision de la chanson junior 2019 qui s'est déroulé à Gliwice, en Pologne. Bim bam toi est sortie sous forme de single le 11 octobre 2019, soit environ un mois et demi avant le concours.

## Genèse et composition
Les paroles sont en français, hormis l'expression anglaise « I love you » signifiant « Je t'aime ». Le refrain contient essentiellement des onomatopées telles que bim, bam et boum.
Les paroles racontent l'histoire d'un premier coup de foudre. Le personnage décrit ses émotions et se demande s'il est légitime de les associer à un sentiment amoureux.
La chanson est écrite par Barbara Pravi et Igit,,,,. La programmation est réalisée par Julien Comblat, qui a travaillé avec des artistes tels que M. Pokora et Arcadian.
L'accompagnement musical de la chanson appartient au style électro-pop.

## Concours Eurovision de la chanson junior 2019
C'est la deuxième chanson interprétée lors de la soirée, après We Will Rise de Jordan Anthony qui représente l'Australie et avant A Time for Us de Tatiana Mejentseva et Denberel Oorjak pour la Russie. Ayant obtenu 85 points des jurys (6e place) et 84 du télévote (3e), elle termine à la 5e place du classement final avec un total de 169 points,,.

## Réception

### Accueil médiatique
Dans un communiqué, France 2 qualifie la chanson de « véritable hymne à l'amour teenage ».
Selon La Voix du Nord, la chanson rappelle les bandes dessinées des années 1960 « à travers de nombreuses onomatopées » sur des « rythmes entraînants ».

### Popularité

#### Popularité virale
La chanson devient virale après que la YouTubeuse fitness Juju Fitcats l'a reprise en playback sur TikTok : cette vidéo, dans laquelle elle chante et danse gaiement à bord d'un avion juste avant le décollage, récolte des millions de vues et donne lieu à de nombreuses parodies,,,,,,.
Bim Bam toi reçoit en 2020 un TikTok d'or pour plus d'un million de vidéos.
La chanson Bim bam toi reste plusieurs semaines à la première place des playlists « virales » Spotify de plusieurs pays, dont la France, la Pologne ou encore l'Italie[réf. nécessaire].
Au mois de mai 2020, le clip de la chanson dépasse 50 millions de vues sur YouTube. Le 13 mai 2021, elle est certifiée single d'or en France,.
À partir du 21 août 2021, une « emote » (c'est-à-dire, principalement, une danse d'un personnage) intitulée Bim bam boum (et non Bim bam toi) est disponible sur Fortnite Battle Royale, utilisant la musique et des danses présentes dans le clip,.

### Chanson de l'année2020
Au mois de juin, la chanson est sélectionnée pour le titre de « la chanson de l'année 2020 » à travers l'émission du même nom qui se tient tous les ans depuis 2004.

## Liste des titres
| 1. | Bim bam toi (Junior Eurovision 2019 / France) | Igit, Barbara Pravi | 2:55 |
| 2. | Bim bam toi (remix)                           |                     | 3:40 |

## Classements et certification

### Classements hebdomadaires
| Classement (2019-2020)          | Meilleure position |
| ------------------------------- | ------------------ |
| Belgique (Wallonie Ultratip 50) | 13                 |
| France (SNEP)                   | 111                |

### Certification
| Pays          | Certification | Date        | Ventes/Streams |
| ------------- | ------------- | ----------- | -------------- |
| France (SNEP) | Or            | 13 mai 2021 | 15 000 000     |